# 崔詹
崔詹（?—?），字顺之，祖籍清河郡东武城县，出自清河小房。
唐哀帝天祐四年（907年）丁卯科狀元。歷任秘書省校書郎、翰林學士、戶部郎中，知制誥，有長厚之譽。哥哥崔谔也是狀元。